# Équation de bilan de la quantité de mouvement
En mécanique des fluides, l'équation de bilan de la quantité de mouvement découle du principe fondamental de la dynamique appliqué à un fluide. Avec l'équation de conservation de la masse et l'équation de la chaleur elle fait partie des équations de Navier-Stokes.

## Formulation générale
De façon générale, le bilan de la quantité de mouvement s'exprime sous la forme :
Dans ces équations :
- {\displaystyle t} représente le temps (unité SI : s) ;
- {\displaystyle \rho } désigne la masse volumique du fluide (unité SI : kg m−3) ;
- {\displaystyle {\vec {v}}=(v_{1},v_{2},v_{3})} désigne la vitesse eulérienne d'une particule fluide (unité SI : m s−1) ;
- {\displaystyle p} désigne la pression (unité SI : Pa) ;
- {\displaystyle {\overline {\overline {\tau }}}=\left(\tau _{i,j}\right)_{i,j}} est le tenseur des contraintes visqueuses (unité SI : Pa) ;
- {\displaystyle {\vec {f}}} désigne la résultante des forces massiques s'exerçant dans le fluide (unité SI : m s−2) ;

L'opérateur {\displaystyle \otimes } désigne le produit dyadique
{\displaystyle {\vec {u}}\otimes {\vec {v}}={\vec {u}}\times {\vec {v}}^{\mathrm {T} }}
avec {\displaystyle \times } le produit matriciel classique.
Suivant le problème que l'on aura à traiter, des modèles simplifiés peuvent être envisagés.

## Cas particuliers

### Fluide parfait (équation d'Euler)
Dans le cas d'un fluide parfait (c'est-à-dire en considérant que les effets de viscosité sont négligeables), l'équation d'Euler est retrouvée.

### Fluide réel incompressible newtonien
Dans ce cas la loi de comportement s'écrit : {\displaystyle \tau _{ij}=2\mu D_{ij}} où {\displaystyle \mu } est la viscosité dynamique et {\displaystyle D_{ij}={\frac {1}{2}}(v_{i,j}+v_{j,i})} est le tenseur des vitesses de déformation. De plus la masse volumique {\displaystyle \rho } est considérée comme constante.
La conservation de la quantité de mouvement s'écrit alors :
{\displaystyle {\frac {\partial {\vec {v}}}{\partial t}}+{\vec {\nabla }}\cdot \left({\vec {v}}\otimes {\vec {v}}\right)=-{\frac {1}{\rho }}{\vec {\nabla }}p+\nu {\vec {\nabla }}^{2}v+{\vec {f}}}
où {\displaystyle \nu ={\frac {\mu }{\rho }}} est la viscosité cinématique.
Cette équation peut s'exprimer sous la forme vectorielle :
{\displaystyle {\frac {\partial {\vec {v}}}{\partial t}}+{\vec {\nabla }}\left({\frac {v^{2}}{2}}\right)+{\vec {\text{rot}}}{\vec {v}}\wedge {\vec {v}}={\vec {f}}-{\frac {1}{\rho }}{\vec {\nabla }}p-\nu {\vec {\text{rot}}}({\vec {\text{rot}}}{\vec {v}})}